# Jipe
Jipe ist ein Verwaltungsbezirk (Ward) des Distrikts Mwanga in der tansanischen Region Kilimandscharo.

## Geografie
Jipe liegt im Nordosten von Tansania an der Grenze zu Kenia. Im Osten hat der Bezirk Anteil am Jipe-See, der in rund 700 Meter Seehöhe liegt. Nach Westen schließt eine leicht ansteigende Ebene an und im Westen beginnt das Pare-Gebirge.
Der Bezirk grenzt im Norden und Osten über den Jipe-See an Kenia, im Süden an Kigonigoni, im Südwesten an Kirongwe, Kighare und Msangeni, im Westen an Kifula und Mwaniko und im Nordwesten an Kivisini. Bei der Volkszählung 2022 lebten 3222 Menschen in 814 Haushalten auf einer Fläche von 30,7 Quadratkilometern.

## Gliederung
Der Bezirk besteht aus drei Gemeinden (Mtaa) mit sieben Orten (Kitongoji):
| Jipe - Ubungu - Makuyuni | Kambi ya Simba - Kambi ya Simba - Ubembe - Ngeleni | Ugweno - Mkisha - Butu |

## Wirtschaft und Infrastruktur
- Gesundheit: In Jipe gibt es zwei staatliche Apotheken, je eine in der Gemeinde Jipe[8] und in Kambi ya Simba.[9]
- Bildung: Die Jipe Secondary School ist eine staatliche weiterführende Schule, die Mädchen und Burschen bis zur 4. Stufe ausbildet.[10]